# Nöttjärnarna (västra)
Nöttjärnarna är en sjö i Arvika kommun i Värmland och ingår i Göta älvs huvudavrinningsområde.